# Григорий Мясоедов
Григорий Григориевич Мясоедов е руски художник, представител на Реализма от втората половина на 19 век. Той е идеолог и един от основателите на обществото на Передвижниците. Основните теми по които работи са свързани със селския бит, занимава се с историческа живопис, а в по-късните си години – и с пейзажи.

## Детство и младост
Григорий Мясоедов е роден на 7 (19) април 1834 година в село Панково, Тулска губерния, и е потомък на старинен дворянски род. Баща му поощрява неговия рано появил се интерес към рисуването, но по-късно отношенията между двамата се развалят. Завършва гимназията в град Орел, където преподавател по рисуване е професионалният художник И. А. Волков.
През 1853 година постъпва в Художествената академия в Санкт Петербург в класа по историческа живопис, където е ученик на историческите и портретни живописци Тимофей Неф и Алексей Марков. По това време баща му напълно го лишава от материална помощ. Отношенията им се изглаждат чак когато Григорий през 1857 година рисува от натура портрета на баща си. Като студент младият Григорий живее в бедност на Василевския остров в Санкт Петербург. Заедно с приятели работи в сладкарска работилница, където украсява с рисунки джинджифилови меденки.
В годините на обучението си рисува жанровата картина „Поздравления на младите в дома на помешчика“ (1861), за която получава малък златен медал. През 1862 завършва академията, като получава голям златен медал за историческото платно „Бягството на Григорий Ортепиев от кръчма на литовската граница“. За двете картини критикът Владимир Стасов пише, че представляват чудесна първа заявка за създаване на реалистични исторически творби от автора. И наистина, по-нататък Мясоедов работи по две главни теми, които понякога преминават от една в друга – битовия жанр и историческите събития.
Краят на следването му съвпада с периода на тежка криза в учебното заведение, завършила с Бунта на 14-те. Самият Григорий не взима участие в събитията, защото по това време вече е стажант извън Русия. През 1863 година, във връзка с този стаж, той посещава Берлин, Брюксел, Париж и други градове в Италия и Испания. В Париж и Испания работи, а в Рим посещава частна художествена академия.
През 1867 живее във Флоренция, където се запознава със семействата на живеещия в изгнание Херцен и на художника Николай Ге. Става близък и с литературоведа Александър Веселовски. Тук той рисува картината по сюжет от „Божествена комедия“, „Франческа да Римини и Паоло да Паоленто“. Една от най-известните му картини от онова време е „Погребение при испанските цигани“. През 1869 година се завръща в Русия. В Москва рисува картината „Заклинание“, за която получава званието академик.

## Създаване на обществото на Передвижниците
През целия живот на Мясоедов творческата му активност е неразривно свързана с обществена дейност. Именно на него принадлежат идеята и инициативата за създаване на организация от нов тип – обществото на Передвижниците. Идеята се заражда още през 1867 година, когато той пътува зад граница и има възможност да наблюдава дейността на европейските художници по организиране на пътуващи изложби. Първото общо събрание на членовете на новата организация „Общество за пътуващи художествени изложби“, наричани за кратко Передвижници, се състои на 16 декември 1870 година. На него е избрано и ръководството на организацията, в състава на която влизат Григорий Мясоедов, Иван Крамской, Николай Ге, Василий Перов, Михаил Константинович Клодт и други. Мясоедов става автор на първия устав на организацията и остава несменяем член на управата в продължение на 40 години. Става добър приятел с много от передвижниците, дори позира за образа на Иван Грозни в известната картина на Репин.
На 29 ноември 1871 в Санкт Петербург се открива първата художествена изложба на Передвижниците, на която Мясоедов представя картината си „Дядото на руския флот (Ботът на Петър I)“, рисувана през същата година. На нея на битов план, през май 1688, Франц Тимерман обяснява на Петър I устройството на малкия бот, намерен в един хамбар в село Измайлово. Изложбата е показана и в Москва, Киев и Харков.
През март 1872 година се открива втората изложба на Передвижниците, на която е експонирано най-значителното платно на Мясоедов – „Земството обядва“, рисувано през същата година. На него е изобразена група селяни, седнали на земята пред Земската управа, обядващи с хляб, сол и лук. През прозореца се вижда лакей, който мие множество чаши и бутилки след обилния обяд на чиновниците. Сюжетът е критичен и прави съпоставка между двата вида членове на земството – бедни и богати. От цялата картина блика възмущение от неправдата в руското общество.

## Зрелост
В обществото Мясоедов е остроумен, находчив и интересен, но в същото време може да бъде избухлив, отличава се с липса на деликатност, крайна откровеност, а понякога и с озлобление. В очите казва на хората неща, които не са приемливи според негласните правила за общуване. Презира така нареченото висше общество, царския двор и особено президента на Академията княз Владимир Александрович, когото нарича жандарм. От друга страна обича музиката, свири на цигулка и участва в квартета на передвижниците, свирейки на алт. Любимите му композитори са Хайдн, Моцарт, Бетовен, Глинка. Където и да се установява през живота си, винаги се присъединява към някой музикален кръжок.
В следващо забележително платно Мясоедов разкрива друг аспект от живота на селяните, като го посвещава на важно историческо събитие. Това е „Четене на манифеста от 19 февруари 1861 година“, рисувана през 1873. С недоверие и вътрешно напрежение група селяни слуша малко момче, което чете манифеста за освобождаване от крепостната зависимост. Отношението на хората към прочетеното още не е определено, по израженията им все още не се чете нито радост, нито разочарование. Лицата са живи, мъжествени, правдиви, те просто внимателно слушат.
През 1876 година художникът се преселва в чифлик близо до Харков. Тук той се увлича по градинарство и цветарство. Оттогава започва спадът в неговото творчество. Отношението към селския живот се променя и започват да го привличат теми, разкриващи народните поверия и традиции. В картината „Разораване“ от 1876 година показва древен езически ритуал, който се провежда при основаване на село, при епидемии или загуба на добитък. Съвсем голо младо момиче тегли плуг, с който разорава бразда около цялото село за да го предпази от зли духове.
Между 1878 и 1880 година Мясоедов работи над два варианта на картината „Суша“ („Молебен при суша“, „Молебен за дъжд“), на която представя емоционалното напрежение на селяните, молещи за помощ Всевишния през сухото лято. Успоредно с това прави проучвания на историческа тема и рисува картината „Самозапалване“, сюжета на която е в тясна връзка с предхождащи негови жанрови картини. Изобразен е момент на самозапалване на фанатици-староверци, които жертват живота си за „правата вяра“. Завършена е през 1884 година и се намира в Третяковската галерия.
В началото на 1880-те в развитието на творчеството на Мясоедов настъпва нов етап. Той все повече започва да рисува пейзажи. Освен това открива възможност за по-обобщено, монументално решение на жанровите картини. Пейзажът „Пътека през ръжта“ прави впечатление с простотата и изразителността на мотива. Изобразен е отдалечаващ се към хоризонта пътник, минаващ през безбрежно поле от ръж. Пейзажите му бързо получават признанието на публиката. За тях избира прости мотиви, наброски от южните области на Крим, като между етюдите се срещат и изображения на пристанища. Пейзажите му изобилстват със слънце, особено показателно за което е платното му „Жътва“, рисувано във времето, когато художникът напълно е овладял маниерите на пленерната живопис. Някои от другите му пейзажи, получили одобрението на критика и публика са „Здрач“ и „Скалите на Гурзуф“, и двете нарисувани през 1881 година.
През 1887 година рисува платното „Косачи“, в която подчертава радостната страна на битието и придава красотата на селския труд. Дори самите размери на картината 159х275 cm свидетелстват за голямото значение, което авторът ѝ отдава. Въпреки това тя не е лишена от някои противоречия.

## Последни години
Мясоедов не може да усвои новия образен език и не е подготвен за възприемането на художествените идеи на новото поколение живописци, поради което се оказва в числото на тези членове на Передвижниците, които не желаят да допуснат в своите редове млади художници. Той е единственият от цялото общество, който не позволява в нея да бъде допуснат сина му Иван Мясоедов. Когато новите влияния в изкуството започват да проникват в изложбите на передвижниците, той се опълчва против тях. Не признава никакво друго течение, освен Реализма. Човекът, който в младостта си е новатор, в старостта се превръща в консерватор, яростно защитаващ основите на Передвижничеството. Не признава не само импресионизма, който плахо прониква сред младите членове на съюза, но даже не разбира и не възприема чувствата, лъхащи от произведенията на Левитан или Чехов. Публиката, която започва да се увлича по новите течения в живописта, постепенно се отвръща от творбите на Мясоедов.
В края на 1880-те в произведенията му вече се чувства влиянието на салонната живопис. Много рисува и графични творби, създава ескиз за театрална завеса и рисува декорите за театъра в Полтава. През живота си рисува няколко портрета, но така и не става портретист. Организира художествена школа и освен всичко пише брошура по градинарство. Живее в Полтава, в голям чифлик с градина, парк и езеро, а през есента и зимата пътува за Крим. Участва в съставянето на нов академичен устава и през 1893 година влиза като академик в реформираната Художествена академия.
През 1897 рисува картината „Изгарянето на протопоп Авакум“, а след две години завършва и платното „Пушкин на вечеря у Мицкевич“ („Пушкин в салона на Волконски слуша импровизация на Мицкевич“). Една от последните му творби е картината „Зреене на нивите“. Малко преди смъртта си започва да работи над три големи картини, под общото название „Святая Русь“.
Григорий Мясоедов умира на 18 (31) декември 1911 година в имението си край Полтава. Желанието му да бъде погребан без църковен обред в градината на дома му не е изпълнено, тъй като полтавската полиция забранява това от „санитарни съображения“. Художникът е погребан в градското гробище, а по-късно все пак тленните му останки са препогребани в градината. През 1912 година на гроба му е поставен двуметров обелиск от сив гранит с надпис „На водещия руски художник Г. Г. Мясоедов. 1834 – 1911“ Под него е добавен бронзов барелеф с изображение на палитра и четки.

## Галерия
- Бягството на Григорий Ортепиев от кръчма на литовската граница
- Разораване
- Самозапалване
- Косачи
- Пушкин на вечеря у Мицкевич
- Есен в Крим